# 2023年美國債務上限危機
2023年1月19日，美国触及债务上限，导致债务上限危机，国会内部就联邦政府支出和美国政府累积的国债持续進行政治討论。美国财政部长珍妮特·耶伦开始制定临时“非常措施”。
自2013年政治僵局以来，债务上限已多次提高，均未附加预算先决条件；最近一次增加是在2021年12月。2023年一僵局中，共和党提议将支出削减至2022年的水平作为提高债务上限的前提条件，而民主党则坚持不带前提条件，如特朗普执政期间三次提高上限一样。
据富国银行报道，若美国不提高债务上限，政府将在7月初至9月初的某个时间开始出现债务违约。在該种情况下，财政部将不得不拖欠对债券持有人的支付，或立即减少对已获得国会授权但未得到国会充分资助的各种公司和个人的资金支付。预计以上两种情况皆会导致全球经济崩溃。此外，如果联邦政府无法发行新债，它将被迫削減预算，总计相当于美国经济规模的5%。 2023年3月，穆迪分析公司的经济学家估计违约日期（x-date）将在2023年8月18日左右。尽管他们预计在此之前会提高债务上限，但他们警告说，不这样做的后果将是灾难性的。
2023年5月1日，珍妮特·耶伦警告，美国可能会在2023年6月1日前用完所有偿还债务的措施。
2023年5月27日，美國總統喬·拜登與眾議院議長凱文·麥卡錫原則上達成協議。法案將交由參眾兩院通過，並交由總統簽署。
2023年5月30日，美國眾議院程序委員會以7票贊成6票反對通過了提高政府債務上限的兩黨折衷法案。
2023年5月31日晚，美国众议院投票通过关于联邦政府债务上限和预算的法案。6月1日晚，參議院批准有關方案。6月3日，美國總統拜登簽署法案而生效。

## 參看
- 美国债务上限历史
- 2011年美国债务上限危机